# Georg Gläsche
Carl Robert Georg Gläsche (* 1. April 1853 in Hubertusburg; † 6. September 1921) war ein sächsischer Generalmajor.

## Leben
Georg Gläsche trat im Jahr 1867 als Kadett in den Kadettenkorps der sächsischen Armee ein und wurde nach vieljähriger Erziehung am 1. April 1872 als Fähnrich dem Infanterie-Regiment „König Wilhelm II. von Württemberg“ (6. Königlich Sächsisches) Nr. 105 übergeben. Am 21. September 1873 avancierte er zum Leutnant in der 9. Kompanie und durchlief in den folgenden Jahren eine typische militärische Laufbahn, wonach er u. a. als Adjutant verwendet wurde und am 1. April 1881 zum Oberleutnant aufstieg. Am 1. April 1887 erfolgte seine Beförderung zum Hauptmann und Kompaniechef der 9. Kompanie im Regiment und blieb die nächsten Jahre in dieser Verwendung.
Am 22. November 1895 stieg er zum Major auf und wurde dem 5. Infanterie-Regiment Nr. 104 aggregiert. Nachfolgend wurde er Bataillonskommandeur des III. Bataillons im Regiment und stieg am 29. März 1900 zum Oberstleutnant und etatsmäßigen Stabsoffizier auf. Am 26. März 1903 erfolgte die Beförderung zum Oberst und Regimentskommandeur des 9. Infanterie-Regiment Nr. 133. Unter Genehmigung seines Abschiedsgesuches wurde er am 11. September 1903 als Oberst zur Disposition gestellt. Im Disponibilitätsverhältnis diente er seitdem in etatsmäßiger Stelle als Kommandant des Truppenübungsplatzes Zeithain und des Truppenübungsplatzes Königsbrück, wo ihm am 21. Mai 1907 der Charakter eines Generalmajors verliehen wurde. Er konnte in letzterer Eigenschaft ein neues Truppenlager errichten. Im Mai 1911 wurde er mit dem Komturkreuz II. Klasse des sächsischen Verdienstordens ausgezeichnet. Am 23. September 1911 wurde er in den Ruhestand entlassen. Im Dezember des Jahres wurde er noch mit dem Komturkreuz I. Klasse des Herzoglich-Sachsen-Ernestinischen Hausorden ausgezeichnet.
Nach Ausbruch des Ersten Weltkrieges wurde Gläsche als z.-D.-Offizier wiederverwendet und zunächst mit der wirtschaftlichen Leitung eines Lazarett in Dresden-Loschwitz beauftragt. Im November 1914 wurde er erneut als Kommandant des Truppenübungsplatzes Zeithain eingesetzt. Im Januar 1916 wurde ihm dabei das Kriegsverdienstkreuz verliehen.